# Mesanthura nigrodorsalis
Mesanthura nigrodorsalis är en kräftdjursart som beskrevs av Nunomura 1977. Mesanthura nigrodorsalis ingår i släktet Mesanthura och familjen Anthuridae. Inga underarter finns listade i Catalogue of Life.